# Weil (Lahn)
Die Weil im Taunus ist ein 46,6 km langer, südlicher und orographisch linker Zufluss der Lahn in Hessen. Sie durchfließt den Hochtaunuskreis und den Landkreis Limburg-Weilburg.
Die Weil ist, bezogen auf den Messwert MQ, der wasserreichste Fluss im Taunus. Zugleich hat sie nach der Aar den zweitlängsten Flusslauf und sie legt den größten Höhenunterschied von der Quelle bis zur Mündung zurück.

## Name
Die Weil wurde im Jahr als „Huuilinu“ erstmals urkundlich erwähnt. Der Name ist wahrscheinlich vom lateinischen Wort villa (= Dorf) abgeleitet, da sich nahe der Quelle das Kastell Kleiner Feldberg (Feldbergkastell) befand, dessen Grundmauern noch gut erhalten sind. 
Die Weil ist Namenspate vieler Ortschaften am oder nahe dem Fluss. Dies gilt zunächst für Dorfweil, dann für drei Ortsteile von Weilrod, nämlich Altweilnau, Neuweilnau und Rod an der Weil, und schließlich für Weilmünster, die größte Ortschaft im Weiltal. Die Stadt Weilburg liegt nicht an der Weil, sondern nur in der Nähe der Weilmündung.

## Geographie

### Quelle

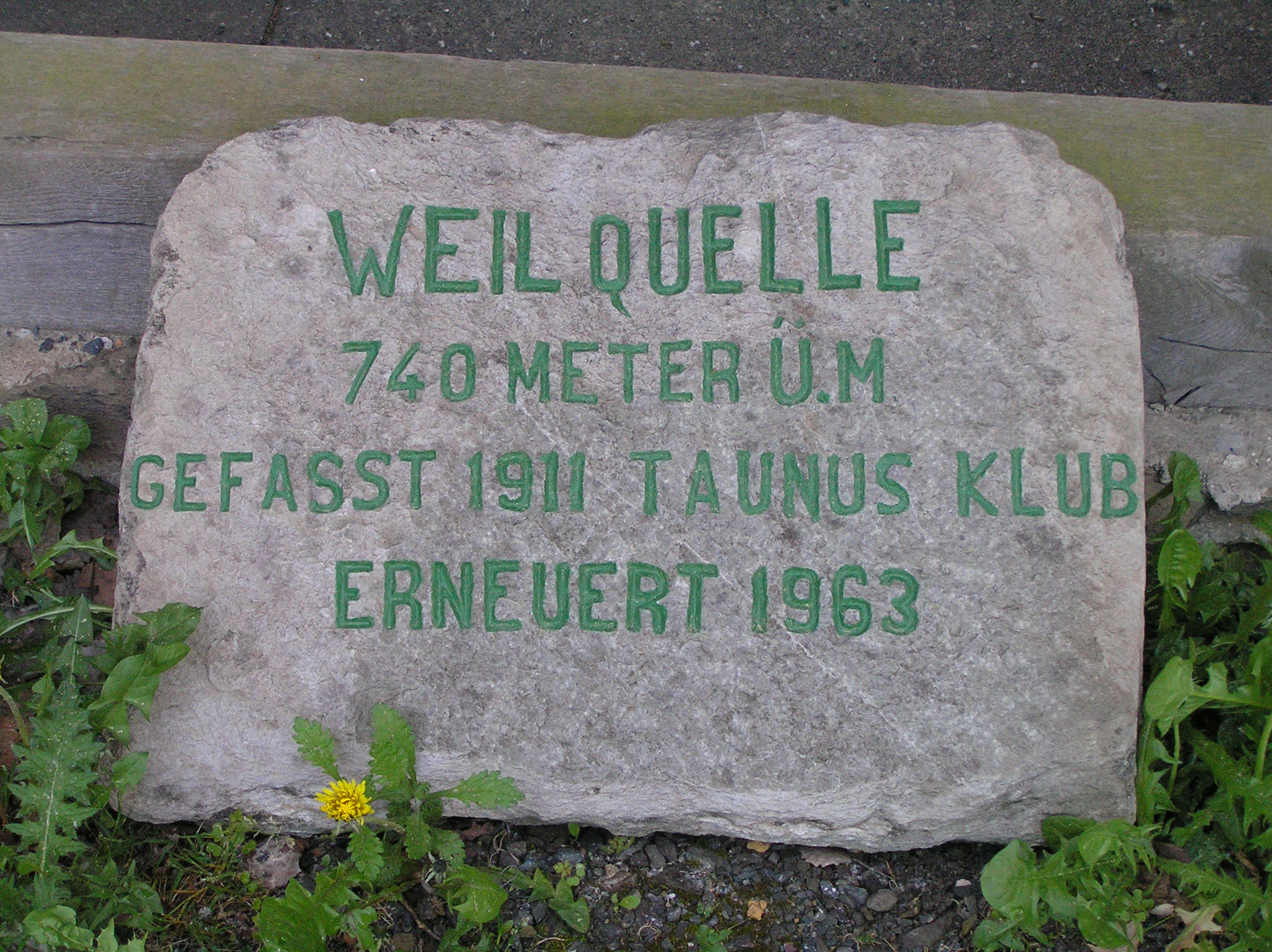
Gedenkstein zur Erstfassung (1911) und Erneuerung (1963) der Weilquelle durch den Taunusklub; nicht mehr an der Quelle, sondern im Hessenpark befindlich

Die Weil entspringt auf etwa 738 m ü. NHN im Hohen Taunus im Naturpark Taunus. Die Weilquelle liegt im Ostteil des Gemeindegebiets von Glashütten, von dessen gleichnamigen und weit abseits der Weil gelegenen Kernort sie 3,5 km entfernt ist, und 2 km südöstlich des Schmittener Gemeindeteils Niederreifenberg auf der gemeinsamen Nordwestflanke von Großem (ca. 879 m) und Kleinem Feldberg (825,2 m); sie befindet sich etwas nordwestlich der halben Luftlinie zwischen beiden Berggipfeln, die 1,4 km voneinander entfernt sind. Etwa 200 m westnordwestlich unterhalb der Quelle liegt die Ruine des Kastells Kleiner Feldberg.
Ca. 400 m nordnordwestlich der Hauptquelle gibt es nahe der Kreuzung von Fuchstanzweg und Brunhildisweg eine weitere Quelle.

### Verlauf
Die Weil verläuft überwiegend nordwestwärts. Nach kurzem Lauf durch die quellnahen Reifenberger Wiesen fließt sie durch Niederreifenberg und danach durch den Schmittener Kernort. Im weiteren Verlauf passiert sie unter anderem Alt- und Neuweilnau und verläuft zum Beispiel durch Rod an der Weil und Weilmünster.
Sie passiert noch Lützendorf, Ernsthausen und Essershausen und biegt bei Freienfels nach Nordwesten ab.
Schließlich mündet die Weil im Stadtgebiet von Weilburg, dessen Kernstadt abseits vom Fluss liegt, östlich vom Bahnhof Guntersau, auf ungefähr 128 m von links in den dort etwa von Norden kommenden Rhein-Nebenfluss Lahn.
Von Schmitten bis zur Mündung in die Lahn bei Guntersau ist das Weiltal meist sehr eng und von steilen Talhängen begleitet.
Auf ihrem Weg von der Quelle zur Mündung durchläuft die Weil ungefähr 610 m Höhenunterschied, was einem mittleren Sohlgefälle von etwa 13 ‰ entspricht.

Stationen
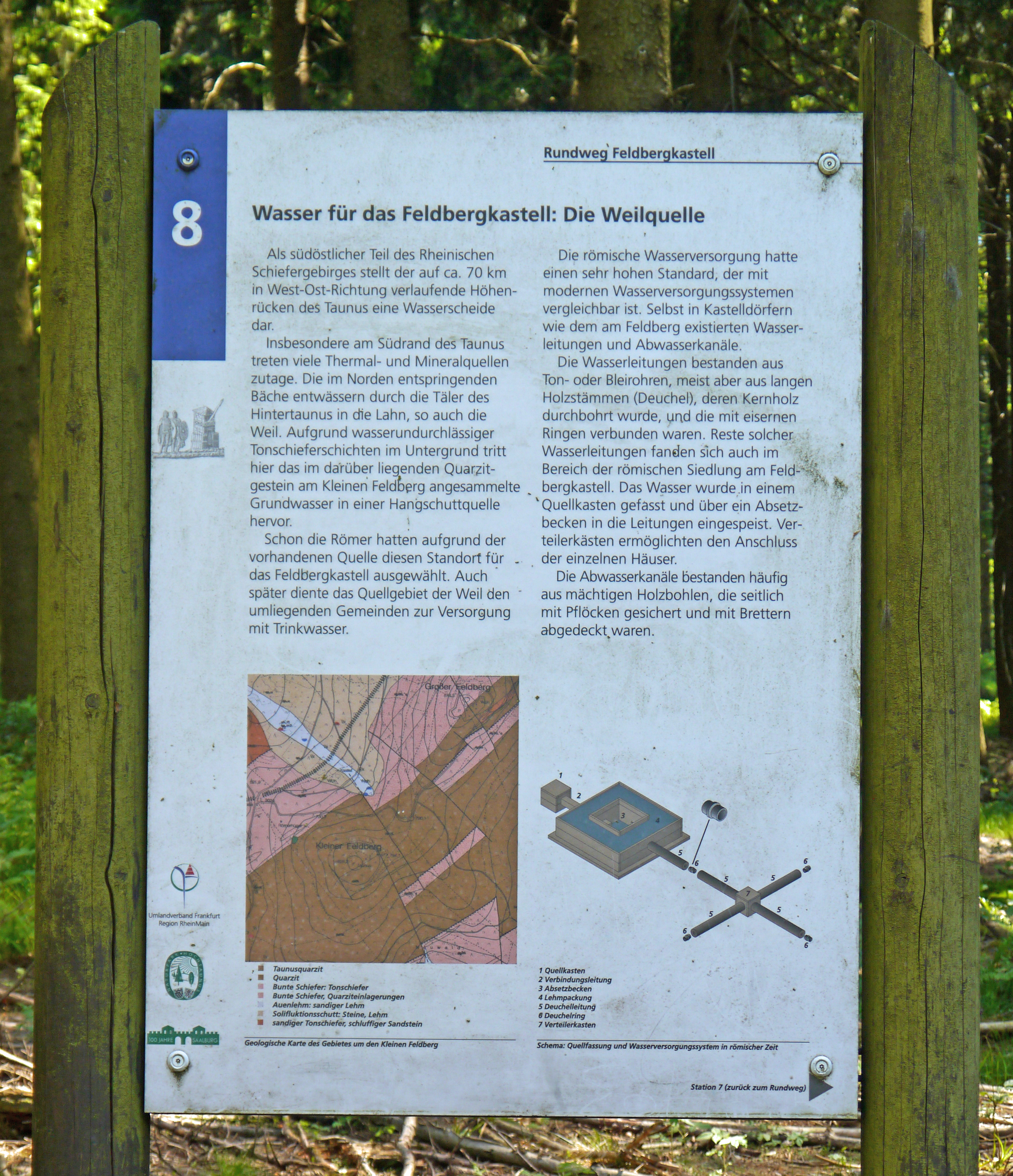
Infotafel: Wasser für das Feldbergkastell: Die Weilquelle
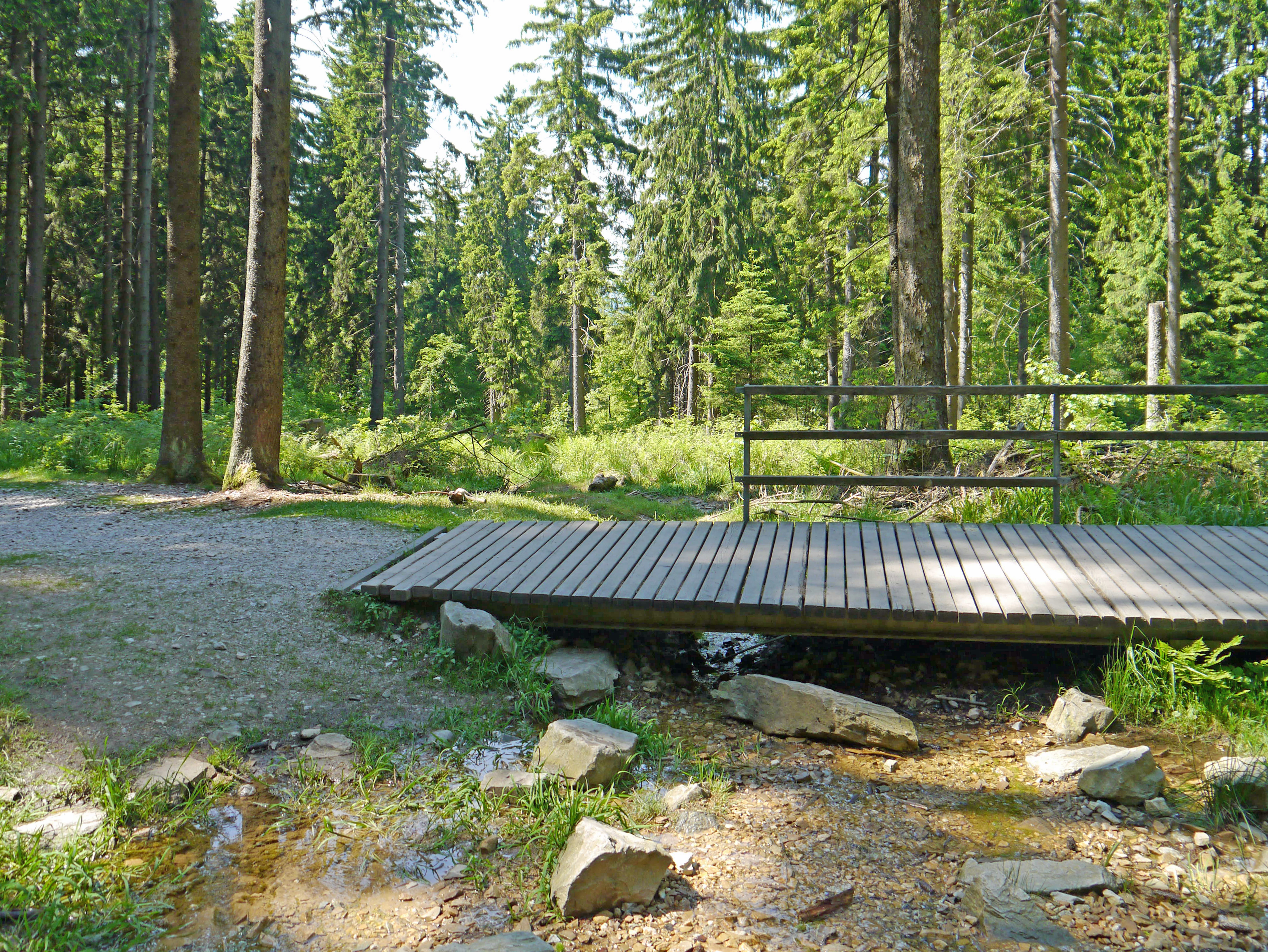
Die Weil, etwa 200 m südlich des Kastells Kleiner Feldberg
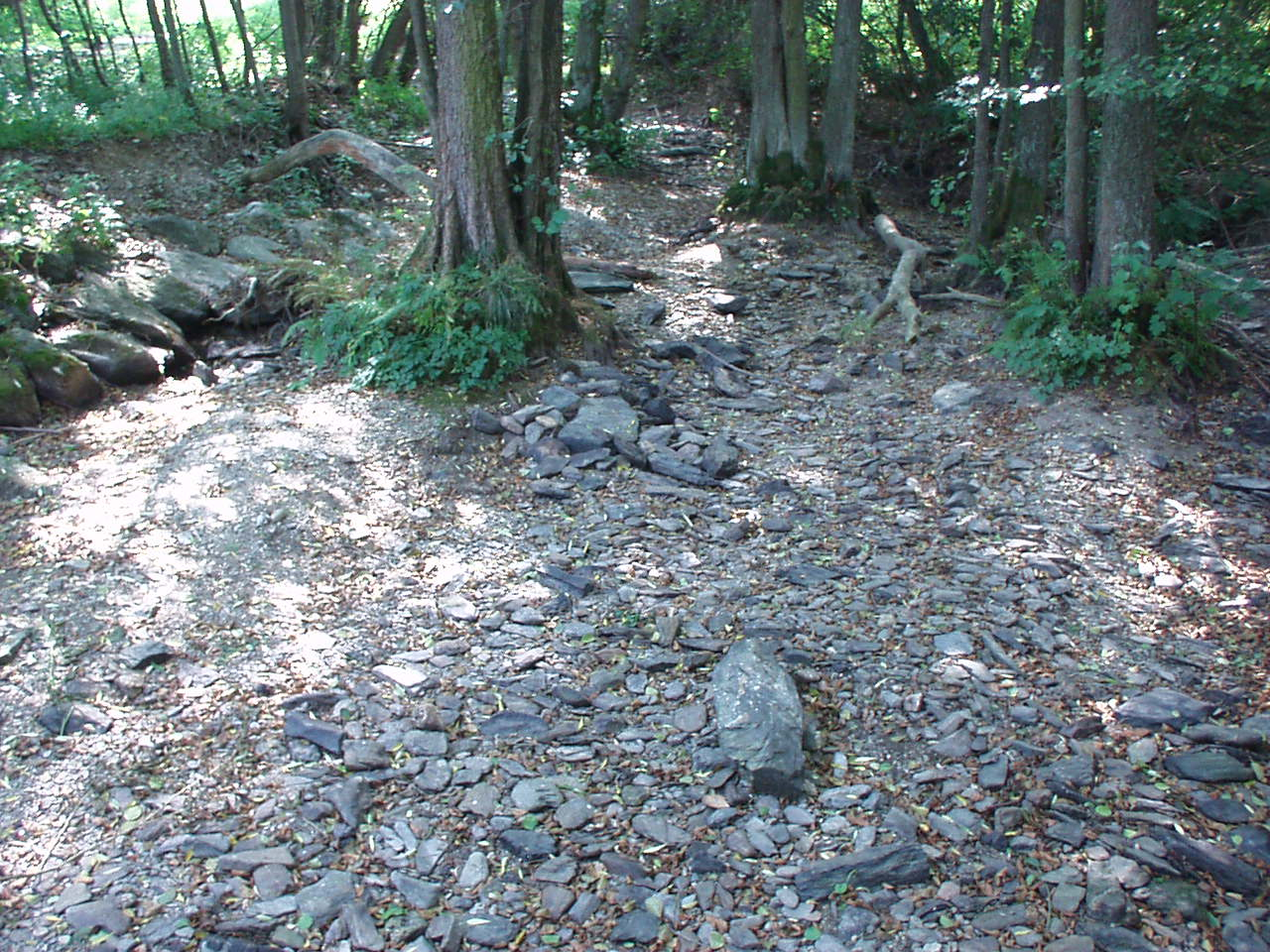
Trockengefallene Weil
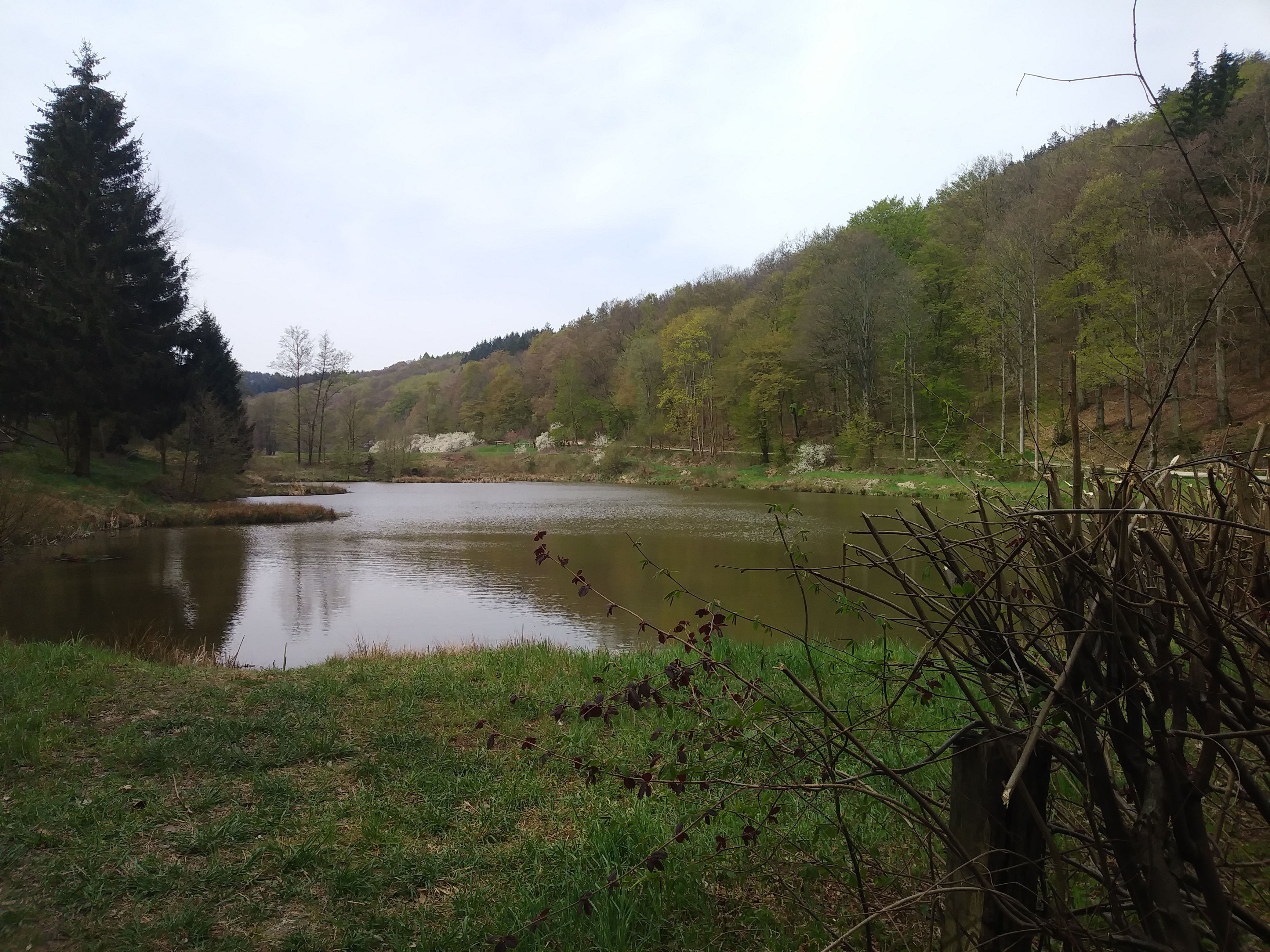
Fischteich Bärenfichtenweiher zwischen Niederreifenberg und Schmitten; rechts erhebt sich der Sängelberg
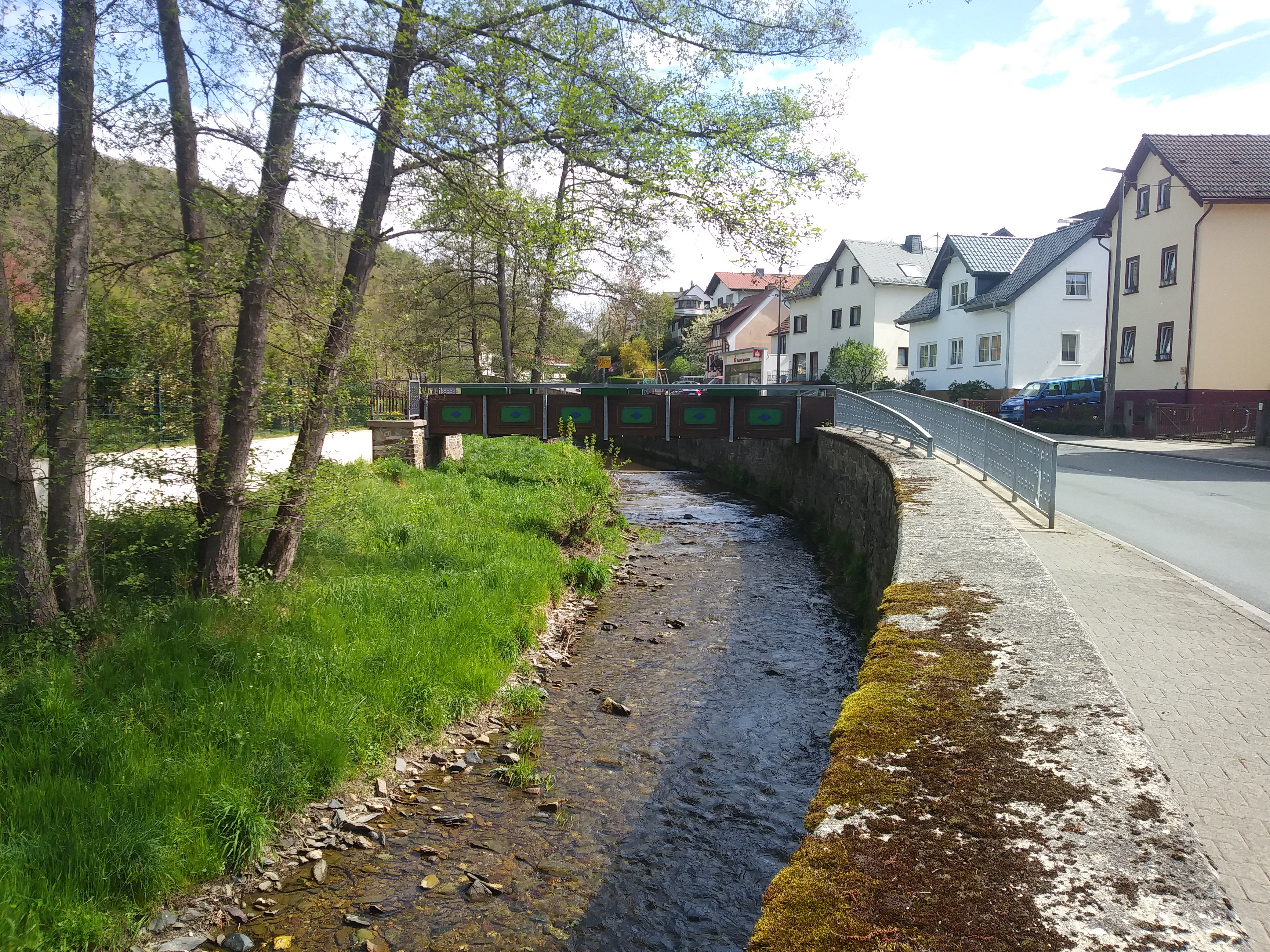
Die Weil in Rod an der Weil
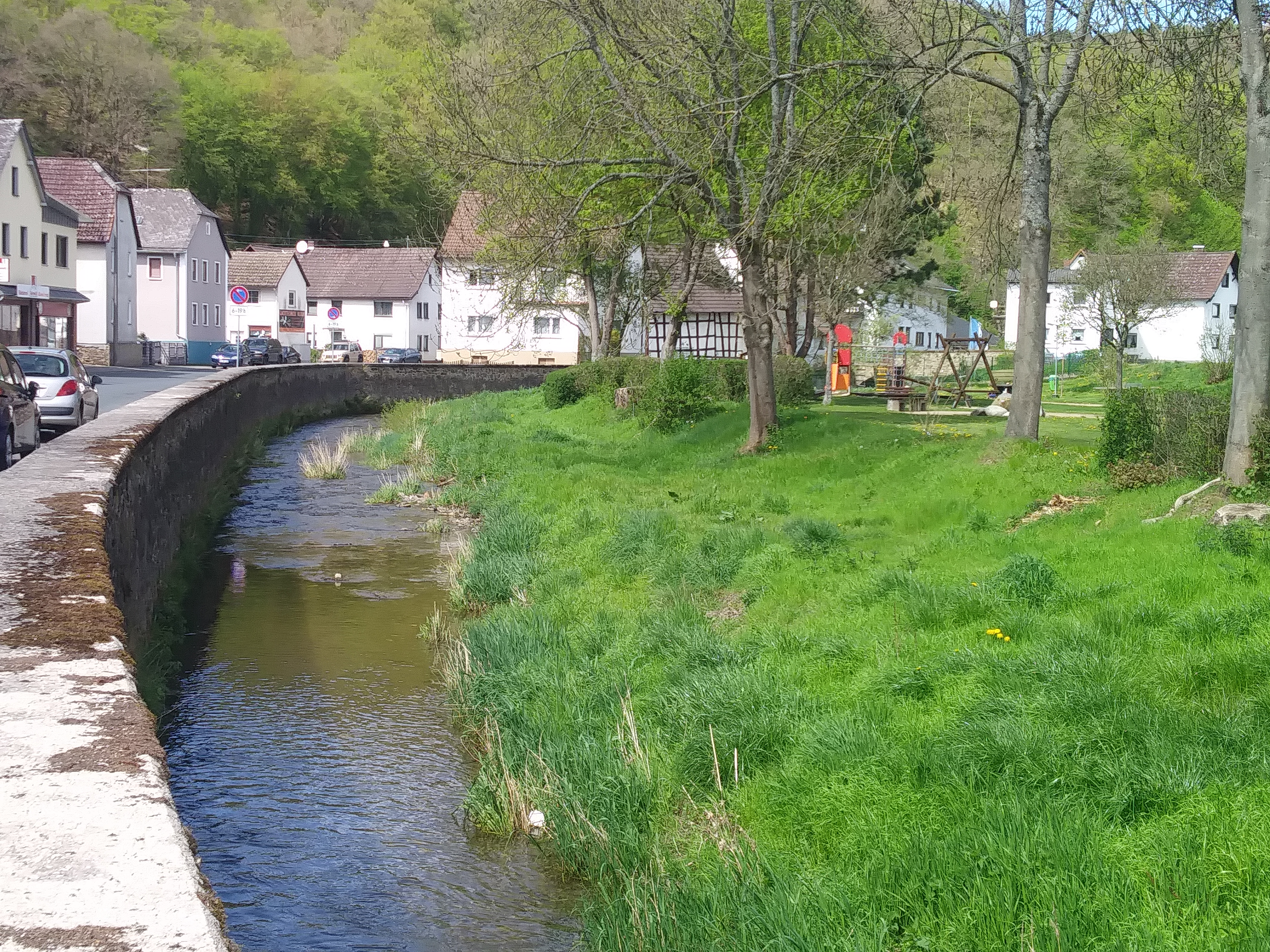
Weil (Fluss) in Rod an der Weil flussabwärts

### Einzugsgebiet
Das 247,9 km² große Einzugsgebiet der Weil gehört teils dem Hohen Taunus, teils dem Östlichen Hintertaunus an. Der Mündungsbereich gehört zum Weilburger Lahntal. Es wird von ihr über die Lahn und den Rhein zur Nordsee entwässert. Die Quelle und der Oberlauf der Weil liegen im Hochtaunuskreis, der Unterlauf und der Mündungsbereich im Landkreis Limburg-Weilburg. Der höchste Punkt des Einzugsgebietes ist der Große Feldberg mit etwa 880 m.
Ihr Einzugsgebiet grenzt
- im Nordosten an das des kleinen Lahnzuflusses Rauschenbach und des Grundbachs, ebenfalls ein Zufluss der Lahn
- im Osten an das des Iserbachs und das des Solmsbachs, die beide in die Lahn münden
- im Südosten an das der Usa, die über die Wetter und die Nidda dem Main zufließt, und an das des Niddazuflusses Urselbach
- im Süden an das des Mainzuflusses Liederbach
- im Südwesten und Westen an das des Lahnzuflusses Emsbach
- und im Nordwesten an das des kleinen Lahnzuflusses Leistenbach.

### Zuflüsse
Diagramm der Zuflüsse ab 5 km (von der Quelle zur Mündung)
| Stat. in km | Name                  | GKZ        | Lage   | Länge in km | EZG in km² | MQ in l/s | Mündung                                  | Mündungshöhe in m ü. NHN | Naturraum                                              |
| ----------- | --------------------- | ---------- | ------ | ----------- | ---------- | --------- | ---------------------------------------- | ------------------------ | ------------------------------------------------------ |
| 042,90      | Kellerborn            | 2586-112   | rechts | 001,6000    |            |           | nördlich von Oberreifenberg              | 51000000                 | Pferdskopf-Taunus                                      |
| 041,70      | Niedbach              | 2586-116   | links0 | 000,8000    |            |           | östlich von Seelenberg                   | 46700000                 | Pferdskopf-Taunus                                      |
| 040,10      | Lauterbach            | 2586-12    | rechts | 003,2000    | 0007,9000  |           | in Schmitten im Taunus                   | 43400000                 | Pferdskopf-Taunus                                      |
| 039,50      | Leistenbach           | 2586-132   | links0 | 001,4000    |            |           | nordöstlich von Schmitten                | 42400000                 | Pferdskopf-Taunus                                      |
| 038,250     | Struthbach            | 2586-136   | rechts | 001,0000    |            |           | in Dorfweil                              | 40900000                 | Pferdskopf-Taunus                                      |
| 037,50      | Aubach                | 2586-14    | rechts | 005,0000    | 0005,4000  |           | südlich von Brombach                     | 40100000                 | Feldberg-Taunuskamm Pferdskopf-Taunus                  |
| 034,60      | Hasselbach            | 2586-1918  | links0 | 000,8000    |            |           | westlich von Hunoldstal                  | 37600000                 | Pferdskopf-Taunus                                      |
| 033,20      | Meerpfuhlbach         | 2586-1992  | rechts | 002,2000    |            |           | östlich der Landsteiner Mühle            | 34800000                 | Hasselbacher Hintertaunus Pferdskopf-Taunus            |
| 032,80      | Niedgesbach           | 2586-2     | links0 | 005,8000    | 0008,7000  | 0099,0000 | westlich der Landsteiner Mühle           | 34200000                 | Pferdskopf-Taunus                                      |
| 029,50      | Riedelbach            | 2586-32    | links0 | 004,1000    | 0006,2000  |           | nördlich von Neuweilnau                  | 30300000                 | Pferdskopf-Taunus Hasselbacher Hintertaunus            |
| 029,00      | Wohbach               | 2586-332   | links0 | 001,6000    |            |           | nordwestlich von Neuweilnau              | 29900000                 | Pferdskopf-Taunus Hasselbacher Hintertaunus            |
| 027,20      | Cratzenbach           | 2586-334   | links0 | 002,5000    |            |           | östlich von Rod a. d. Weil               | 28000000                 | Pferdskopf-Taunus Hasselbacher Hintertaunus            |
| 026,050     | Eichelbach            | 2586-34    | links0 | 003,4000    | 0009,7000  |           | in Rod a. d. Weil                        | 26800000                 | Pferdskopf-Taunus Hasselbacher Hintertaunus            |
| 025,00      | Welsbach              | 2586-3?    | links0 | 000,8000    |            |           | in Rod a. d. Weil                        | 26500000                 | Hasselbacher Hintertaunus                              |
| 024,20      | Hirtenbach            | 2586-3912  | rechts | 001,2000    |            |           | nördlich von Rod a. d. Weil              | 25400000                 | Hasselbacher Hintertaunus                              |
| 023,50      | Grünbach              | 2586-3914  | links0 | 001,5000    |            |           | zwischen Rod a. d. Weil und Emmershausen | 25300000                 | Hasselbacher Hintertaunus                              |
| 022,30      | Emmershäuser Bach     | 2586-3916  | links0 | 003,9000    |            |           | in Emmershausen                          | 25100000                 | Hasselbacher Hintertaunus                              |
| 022,00      | Bettenbach            | 2586-3918  | links0 | 001,1000    |            |           | bei Emmershausen                         | 24200000                 | Hasselbacher Hintertaunus                              |
| 021,00      | Laubach               | 2586-4     | rechts | 008,0000    | 0028,5000  | 0275,5000 | bei der Etzauer Mühle                    | 23000000                 | Hasselbacher Hintertaunus                              |
| 020,250     | Quadersbach           | 2586-512   | rechts | 001,7000    |            |           | südöstlich der Runkelsteiner Mühle       | 22900000                 | Hasselbacher Hintertaunus                              |
| 018,850     | Rimpelbach            | 2586-51?   | links0 | 000,6000    |            |           | in Winden                                | 21500000                 | Hasselbacher Hintertaunus                              |
| 018,20      | Leistenbach           | 2586-52    | links0 | 003,4000    | 0004,5000  |           | westsüdwestlich des Utenhofs             | 21200000                 | Hasselbacher Hintertaunus                              |
| 016,00      | Langenbach            | 2586-594   | links0 | 002,7000    |            |           | östlich des Rosenhofs                    | 20300000                 | Hasselbacher Hintertaunus                              |
| 015,60      | Wiesbach              | 2586-6     | rechts | 012,1000    | 0034,5000  | 0279,5000 | südlich von Audenschmiede                | 19800000                 | Hasselbacher Hintertaunus Weilburger Hintertaunus      |
| 013,90      | Lichterbach           | 2586-7114  | rechts | 003,0000    |            |           | bei Dianenstein                          | 19100000                 | Weilburger Hintertaunus                                |
| 012,0(?)0   | Hambach               | 2586-71162 | links0 | 000,9000    |            |           | Südrand von Weilmünster                  | 19900000                 | Hasselbacher Hintertaunus                              |
| 011,80      | Adamsbach             | 2586-7192  | rechts | 001,9000    |            |           | in Weilmünster                           | 18000000                 | Weilburger Hintertaunus                                |
| 011,450     | Eppenbach             | 2586-7194  | rechts | 002,1000    |            |           | in Weilmünster                           | 17700000                 | Weilburger Hintertaunus                                |
| 011,20      | Bleidenbach           | 2586-72    | links0 | 006,4000    | 0013,9000  | 0058,6000 | in Weilmünster                           | 17500000                 | Hasselbacher Hintertaunus                              |
| 010,60      | Vorderster Höllgraben | 2586-7312  | links0 | 001,0000    |            |           | südlich von Lützendorf                   | 17200000                 | Hasselbacher Hintertaunus                              |
| 010,50      | Vogelsbach            | 2586-73?   | rechts | 001,0000    |            |           | südlich von Lützendorf                   | 17200000                 | Weilburger Hintertaunus                                |
| 010,30      | Hinterster Höllgraben | 2586-73?   | links0 | 000,8000    |            |           | südlich von Lützendorf                   | 17100000                 | Hasselbacher Hintertaunus                              |
| 09,80       | Lützenbach            | 2586-7316  | rechts | 002,0000    |            |           | westlich von Lützendorf                  | 17000000                 | Weilburger Hintertaunus                                |
| 08,70       | Steingrabenbach       | 2586-73182 | rechts | 000,6000    |            |           | in Ernsthausen                           | 17000000                 | Weilburger Hintertaunus                                |
| 08,250      | Riedwiesbach          | 2586-7392  | rechts | 002,6000    |            |           | in Ernsthausen                           | 17000000                 | Weilburger Hintertaunus                                |
| 07,80       | Laimbach              | 2586-7394  | rechts | 002,2000    |            |           | westlich von Ernsthausen                 | 16900000                 | Weilburger Hintertaunus                                |
| 07,10       | Leimbach              | 2586-7396  | rechts | 001,3000    |            |           | zwischen Ernsthausen und Essershausen    | 16300000                 | Weilburger Hintertaunus                                |
| 06,60       | Ratsbach              | 2586-7398  | links0 | 003,0000    |            |           | ostsüdöstlich von Essershausen           | 15900000                 | Hasselbacher Hintertaunus                              |
| 06,40       | Sternbach             | 2586-7912  | links0 | 001,8000    |            |           | östlich von Essershausen                 | 15900000                 | Hasselbacher Hintertaunus                              |
| 06,00       | Gundersbach           | 2586-7914  | rechts | 003,0000    |            |           | in Essershausen                          | 15900000                 | Weilburger Hintertaunus                                |
| 05,00       | Grabenbach            | 2586-7918  | rechts | 001,1000    |            |           | südlich von Edelsberg                    | 15900000                 | Weilburger Hintertaunus                                |
| 04,20       | Halbach               | 2586-7992  | rechts | 001,7000    |            |           | zwischen Freienfels und Edelsberg        | 15500000                 | Weilburger Hintertaunus                                |
| 04,00       | Ronsbach              | 2586-7994  | links0 | 001,6000    |            |           | östlich von Freienfels                   | 15500000                 | Hasselbacher Hintertaunus                              |
| 03,50       | Weinbach              | 2586-8     | links0 | 009,9000    | 0022,0000  | 0130,7000 | in Freienfels                            | 14900000                 | Hasselbacher Hintertaunus                              |
| 02,50       | Kuhbach               | 2586-92    | rechts | 004,6000    |            |           | westnordwestlich von Freienfels          | 14300000                 | Weilburger Hintertaunus                                |
| 01,60       | Ohmbach               | 2586-94    | rechts | 001,7000    |            |           | westsüdwestlich von Kubach               | 14300000                 | Weilburger Hintertaunus                                |
| 00,00       | Weil                  | 2586       |        | 046,6000    | 0247,9000  | 2252,3000 | bei Weilburg                             | 12800000                 | Hoher Taunus Östlicher Hintertaunus Weilburger Lahntal |

Anmerkungen zur Tabelle
1. ↑  Gewässerkennzahl, in Deutschland die amtliche Fließgewässerkennziffer mit zur besseren Lesbarkeit eingefügtem Trenner hinter dem Präfix, das einheitlich für den allen gemeinsamen Vorfluter Weil steht.
2. ↑  Bezeichnung nach den Flurnamen Kellerbornswiesen und Kellerbornsfeld auf der Liegenschaftskarte des Hessenviewer (Geoportal Hessen) des Hessischen Landesamtes für Bodenmanagement und Geoinformation mit Liegenschaftskartierung (Hinweise)
3. ↑  Bezeichnung nach dem Flurnamen Niedbach auf der Liegenschaftskarte
4. 1 2 3 4 5 6 7  Bezeichnung nach der Liegenschaftskarte
5. ↑  Bezeichnung nach dem Flurnamen In der Hasselbach auf der Liegenschaftskarte
6. ↑  Auf der Liegenschaftskarte: Wobach
7. 1 2 3 4 5  Eigenmessung auf dem Hessenviewer
8. ↑  Auch Struthgraben genannt
9. 1 2  Mündet in einen Nebenarm
10. ↑  Länge 5,3 km (mit Eschbach 6.4 km)
11. ↑  Abschnittsname: Bornbach
12. ↑  Abschnittsname: Pfaffenhäuser Bach
13. ↑  Die Daten der Weil zum Vergleich

### Weiltalsperre
Ein Konzept der Weiltalsperre zur Wasserversorgung wurde in den 1950er und 1960er Jahren entworfen. Dabei war ein Stausee mit Lage bei Altweilnau und Neuweilnau mit einem Absperrbauwerk oberhalb von Rod an der Weil vorgesehen. Er wäre etwa fünf km lang geworden und hätte 20 bis 25 Millionen Kubikmeter Wasser fassen können. In den 1970er Jahren wurde die Idee für einen Stausee erneut aufgegriffen, nun jedoch nicht mehr als Wasserreservoir, sondern als touristische Attraktion; später war nur noch die Einrichtung eines Feuchtbiotops erdacht. Unter anderem aus Finanzmangel wurde keines der Projekte umgesetzt.

## Gewässerökologie
Über die Weil existieren gewässerökologische Studien, ebenso wird seit langem untersucht, aus welchen Gründen die Weil im Sommer abschnittweise völlig trockenfällt. Ein Sanierungsprogramm soll Auf- und Abstiegshindernisse vor allem für wandernde Fischarten beseitigen.
Im Oktober 2017 wurde die Weil durch einen Gülle-Unfall massiv geschädigt und viele Fische starben.

## Verkehr
Die Orte im Weiltal sind von der Quelle bis zur Mündung, von Niederreifenberg bis Guntersau, durch die Landesstraße 3025 miteinander verbunden. Zwischen Weilburg und Weilmünster verkehrte die im Jahr 1969 stillgelegte und inzwischen abgebaute eingleisige Weiltalbahn, die ab Weilmünster das Weiltal in Richtung Grävenwiesbach verließ.

## Tourismus
Das Weiltal ist für Wanderer sowie Fahrrad- und Motorradfahrer ein beliebtes Ausflugsziel.
Durch die Quellregion des Flusses führt der Rundweg Feldbergkastell mit mehreren Informationstafeln. Entlang des Flusses verläuft der Weiltalweg, eine Rad- und Wanderroute, die die Gebiete der Gemeinden Schmitten im Taunus, Weilrod, Grävenwiesbach (alle Hochtaunuskreis), Weilmünster, Weinbach und Weilburg (alle Landkreis Limburg-Weilburg) berührt. Sie wurde vom Umlandverband Frankfurt (jetzt Planungsverband Frankfurt) eingerichtet und wird vom Naturpark Taunus unterhalten.
Der Weiltalbus befördert im Sommerhalbjahr Radfahrer und ihre Fahrräder an Wochenenden und Feiertagen von Bad Homburg vor der Höhe bzw. Oberursel-Hohemark auf den Sandplacken und bis nach Weilburg. Dadurch ersparen sich die Radfahrer, den steilen Anstieg auf den Taunuskamm per Rad zu fahren.